# 乐民镇 (浦北县)
乐民镇，是中华人民共和国广西壮族自治区钦州市浦北县下辖的一个乡镇级行政单位。

## 行政区划
乐民镇下辖以下地区：
乐城社区、乐民村、平佳村、蒙竹村、金康村、白石村、社头村、莫村、黄马村、马朗村、西角村、山鸡村和高山村。